# Communauté de communes du Grand Chambord
Die Communauté de communes du Grand Chambord ist ein französischer Gemeindeverband mit der Rechtsform einer Communauté de communes im Département Loir-et-Cher in der Region Centre-Val de Loire. Er wurde am 26. Dezember 2001 gegründet und umfasst 16 Gemeinden (Stand: 1. Januar 2019). Der Verwaltungssitz befindet sich in der Gemeinde Bracieux.

## Historische Entwicklung
Mit Wirkung zum 1. Januar 2019 trat die Gemeinde Courmemin aus dem Verband aus und schloss sich der Communauté de communes du Romorantinais et du Monestois an.

## Mitgliedsgemeinden
| Gemeinde                                 | Einwohner 1. Januar 2022 | Fläche km² | Dichte Einw./km² | Code INSEE | Postleitzahl |
| ---------------------------------------- | ------------------------ | ---------- | ---------------- | ---------- | ------------ |
| Bauzy                                    | 271                      | 24,70      | 11               | 41013      | 41250        |
| Bracieux                                 | 1.341                    | 2,95       | 455              | 41025      | 41250        |
| Chambord                                 | 99                       | 54,38      | 2                | 41034      | 41250        |
| Crouy-sur-Cosson                         | 521                      | 28,37      | 18               | 41071      | 41220        |
| Fontaines-en-Sologne                     | 659                      | 46,25      | 14               | 41086      | 41250        |
| Huisseau-sur-Cosson                      | 2.293                    | 22,79      | 101              | 41104      | 41350        |
| La Ferté-Saint-Cyr                       | 1.078                    | 57,93      | 19               | 41085      | 41220        |
| Maslives                                 | 661                      | 7,35       | 90               | 41129      | 41250        |
| Mont-près-Chambord                       | 3.360                    | 28,51      | 118              | 41150      | 41250        |
| Montlivault                              | 1.307                    | 10,73      | 122              | 41148      | 41350        |
| Neuvy                                    | 316                      | 31,28      | 10               | 41160      | 41250        |
| Saint-Claude-de-Diray                    | 1.772                    | 9,17       | 193              | 41204      | 41350        |
| Saint-Dyé-sur-Loire                      | 1.155                    | 5,51       | 210              | 41207      | 41500        |
| Saint-Laurent-Nouan                      | 4.249                    | 60,98      | 70               | 41220      | 41220        |
| Thoury                                   | 425                      | 15,76      | 27               | 41260      | 41220        |
| Tour-en-Sologne                          | 1.133                    | 26,34      | 43               | 41262      | 41250        |
| Communauté de communes du Grand Chambord | 20.640                   | 433,00     | 48               | –          | –            |